# Distrito electoral de West Blue (condado de York, Nebraska)
West Blue (en inglés: West Blue Precinct) es un distrito electoral ubicado en el condado de York en el estado estadounidense de Nebraska. En el Censo de 2010 tenía una población de 120 habitantes y una densidad poblacional de 1,29 personas por km².

## Geografía
West Blue se encuentra ubicado en las coordenadas 40°44′6″N 97°26′3″O / 40.73500, -97.43417. Según la Oficina del Censo de los Estados Unidos, West Blue tiene una superficie total de 93.06 km², de la cual 92.18 km² corresponden a tierra firme y (0.94%) 0.88 km² es agua.

## Demografía
Según el censo de 2010, había 120 personas residiendo en West Blue. La densidad de población era de 1,29 hab./km². De los 120 habitantes, West Blue estaba compuesto por el 100% blancos, el 0% eran afroamericanos, el 0% eran amerindios, el 0% eran asiáticos, el 0% eran isleños del Pacífico, el 0% eran de otras razas y el 0% pertenecían a dos o más razas. Del total de la población el 0% eran hispanos o latinos de cualquier raza.